# هنري هاريس
هنري هاريس (بالإنجليزية: Henry Harris)‏ (22 أبريل 1865 في أستراليا - 7 مارس 1923 في أستراليا) هو لاعب كريكت أسترالي. لعب مع فريق تسمانيا للكريكت وفريق غرب أستراليا للكريكت ‏.

## وصلات خارجية
- هنري هاريس على موقع إي آس بي آن كريك إنفو (الإنجليزية)